# Chiesa di San Defendente (Onsernone)
La chiesa parrocchiale di San Defendente è un edificio religioso che si trova a Berzona, frazione di Onsernone in Canton Ticino.

## Storia
La struttura viene citata per la prima volta in documenti storici risalenti all'inizio del XVI secolo. Nel 1564 venne rimaneggiata.
Il campanile è del 1676,  anche se il coronamento è di epoca posteriore. Nel 1957 fu sostituita la campana maggiore, resa inefficace da un fulmine che l'aveva colpita qualche decennio prima.

## Descrizione
La chiesa ha una pianta ad unica navata ricoperta da un soffitto a cassettoni in legno. Il coro è invece coperto con una volta a crociera.
All'interno della chiesa spiccano una pala raffigurante i santi Rocco e Sebastiano e un paliotto in scagliola realizzato dagli artisti Pancaldi di Ascona.
Il campanile alloggia un concerto di quattro campane: la più antica, posta a settentrione, fu prodotta nel 1536 dalla fonderia Busca di Milano.